# آنا تاناکا
آنا تاناکا (田中杏奈 Tanaka Anna, زادهٔ ۱۷ نوامبر ۲۰۰۵) که با نام آنا (کره‌ای: 안나) شناخته می‌شود، خواننده، مدل و بازیگر ژاپنی ساکن کره جنوبی است. او یکی از اعضای گروه دخترانه کره‌ای میو است که در سپتامبر ۲۰۲۴ زیر نظر بلک لیبل فعالیتش را آغاز کرد.

## اوایل زندگی
آنا تاناکا زادهٔ ۱۷ نوامبر ۲۰۰۵ در تویاما، ژاپن است. او در کودکی باله خواند و از سن پنج سالگی تا کلاس چهارم دبستان، چیرلیدر بود.

## حرفه

### ۲۰۱۶–اکنون: آغاز حرفه و شروع فعالیت با میو
تاناکا حرفهٔ مدلینگ خود را را پس از برنده شدن جایگاه پنجم در ادیشن مدلینگ نیکوپیت در ۲۲ دسامبر ۲۰۱۶ در سن ۱۱ سالگی آغاز کرد. او سپس به عنوان مدل اختصاصی برای این مجله در نسخه فوریه ۲۰۱۷ کارش را آغاز کرد. سال بعد، زمانیکه برند جنی بل در مارس ۲۰۱۸ راه‌اندازی شد، تاناکا به عنوان مدل برای این برند انتخاب شد.
در ۲۸ آوریل ۲۰۱۹، در طی رویداد 'پوچی کول ناین' که در توکیو برگزار شد، او به عنوان مدل اختصاصی برای برند نیکوپیت حضور پیدا کرد. آخر همان سال، در طی 'فستیوال مدرسه تابستانی سونتین' که در ۲۲ اوت ۲۰۱۹ در ژاپن برگزار شد، او به عنوان مدل انحصاری برای مجله ژاپنی سونتین حضور پیدا کرد.
پس از پیوستن به بلک لیبل در کره جنوبی، او به عنوان عضو گروه دخترانه میو در ۶ سپتامبر ۲۰۲۴ فعالیتش را آغاز کرد.

## فیلم‌شناسی

### مجموعه تلویزیونی
| سال  | عنوان                     | نقش           | منابع |
| ---- | ------------------------- | ------------- | ----- |
| ۲۰۲۲ | کوی نو یامایی تو یاروگومی | ریکا موچیزوکی | [ ۹ ] |

### برنامه تلویزیونی
| سال  | عنوان         | شبکه      | منابع |
| ---- | ------------- | --------- | ----- |
| ۲۰۲۰ | مه‌زاماشی تی‌وی | فوجی تی‌وی | [ ۲ ] |